# Builsa North Municipal District
Der Builsa North Municipal District ist ein Distrikt in der Upper East Region im zentralen Norden Ghanas. Er hatte 2000 etwa 75.376 Einwohner und eine Fläche von 1946 km².
Der Builsa North Municipal District umfasst folgende Dörfer mit einem eigenen Chief („Häuptling“): Sandema, Bachonsa, Chuchuliga, Doninga, Fumbisi, Gbedema, Gbedembilisi, Kadema, Kanjaga, Siniensi, Uwasi, Wiaga und Wiesi. Größter Ort, wichtigstes Marktzentrum und Distrikthauptstadt ist Sandema mit zahlreichen Schulen (darunter zwei Senior Secondary Schools) und mehreren christlichen Kirchen und Moscheen. Es ist Sitz der Distriktsverwaltung unter einem District Chief Executive (seit 2006: Thomas Kofi Alonsi).
Der Paramount Chief („König“ oder „Oberhäuptling“), dessen Amt bis zu seinem Tode am 14. November 2006 der 106-jährige Sir Ayieta Azantilow innehatte, präsentiert die Ethnie bei traditionellen Auftritten und spricht Recht in minder schweren Fällen wie zum Beispiel Eheangelegenheiten.
Die wirtschaftliche Struktur des Distrikts wird von einer agrarischen Subsistenzwirtschaft dominiert. Industrie ist kaum vorhanden, touristisch ist der Distrikt noch nicht erschlossen. Ein großes Problem besteht in der Auswanderung junger Menschen in die großen Städte Südghanas.
Das ganze Gebiet des Distrikts wird fast nur von den Builsa (Bulsa) bewohnt, sieht man ab von einigen islamischen Kantussi (vor allem in Sandema) und sehr wenigen Fulbe-Hirten (engl. Fulani, frz. Peul). Einige Dörfer mit überwiegender Bulsa-Bevölkerung, wie zum Beispiel Kategra, Kunkwa, Jadema und Biuk liegen außerhalb des Distrikts. Seit der Unabhängigkeit Ghanas (1957) gab es im Builsa Norddistrict keine ethnischen Konflikte. 